# Borophaga
Borophaga är ett släkte av tvåvingar. Borophaga ingår i familjen puckelflugor.

## Dottertaxa tillBorophaga, i alfabetisk ordning[1][2]
- Borophaga agilis
- Borophaga amurensis
- Borophaga carinifrons
- Borophaga cephalotes
- Borophaga clandestina
- Borophaga clavata
- Borophaga cornigera
- Borophaga eminens
- Borophaga erythrocera
- Borophaga eumimeta
- Borophaga femorata
- Borophaga fuscipalpis
- Borophaga germanica
- Borophaga incrassata
- Borophaga inflata
- Borophaga insignis
- Borophaga irregularis
- Borophaga minor
- Borophaga multisetalis
- Borophaga okellyi
- Borophaga orientalis
- Borophaga pachycostalis
- Borophaga rufibasis
- Borophaga simia
- Borophaga subagilis
- Borophaga subsultans
- Borophaga thoracalis
- Borophaga tibialis
- Borophaga tinctipennis
- Borophaga verticalis